# 강릉오죽한옥마을
강릉오죽한옥마을(江陵烏竹韓屋마을, Gangneung Ojuk Hanok Village)은 강원특별자치도 강릉시 죽헌동에 위치한 한옥 체험 숙박 시설이다.

## 역사
- 2014년 8월 : 전국 최초 신 한옥 인증 단지 조성 사업 공모에 선정
- 2016년 1월 : 강릉 오죽헌 인근 부지 1단계 공사 시작
- 2016년 12월 7일 : 시설 완공
- 2016년 12월 22일 : 강릉오죽한옥마을 정식 개장

## 참고 사항
강릉 관광의 활성화를 목적으로 계획·설립된 현대식 한옥의 외관을 한 숙박 업소이며 숙박 이용객이 아니더라도 누구나 단지 내에 입장이 가능하고 외관을 둘러볼 수 있다.

## 갤러리

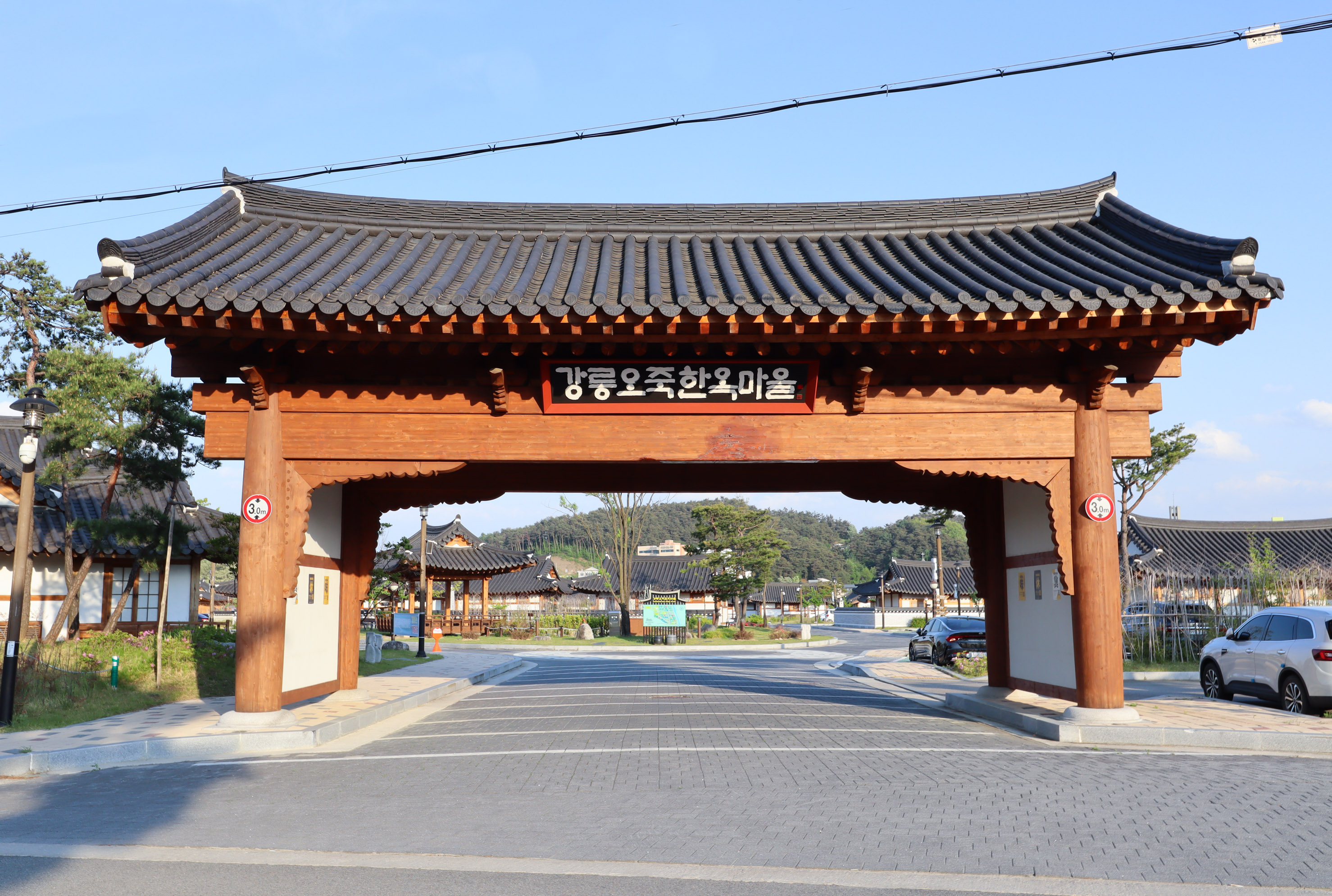
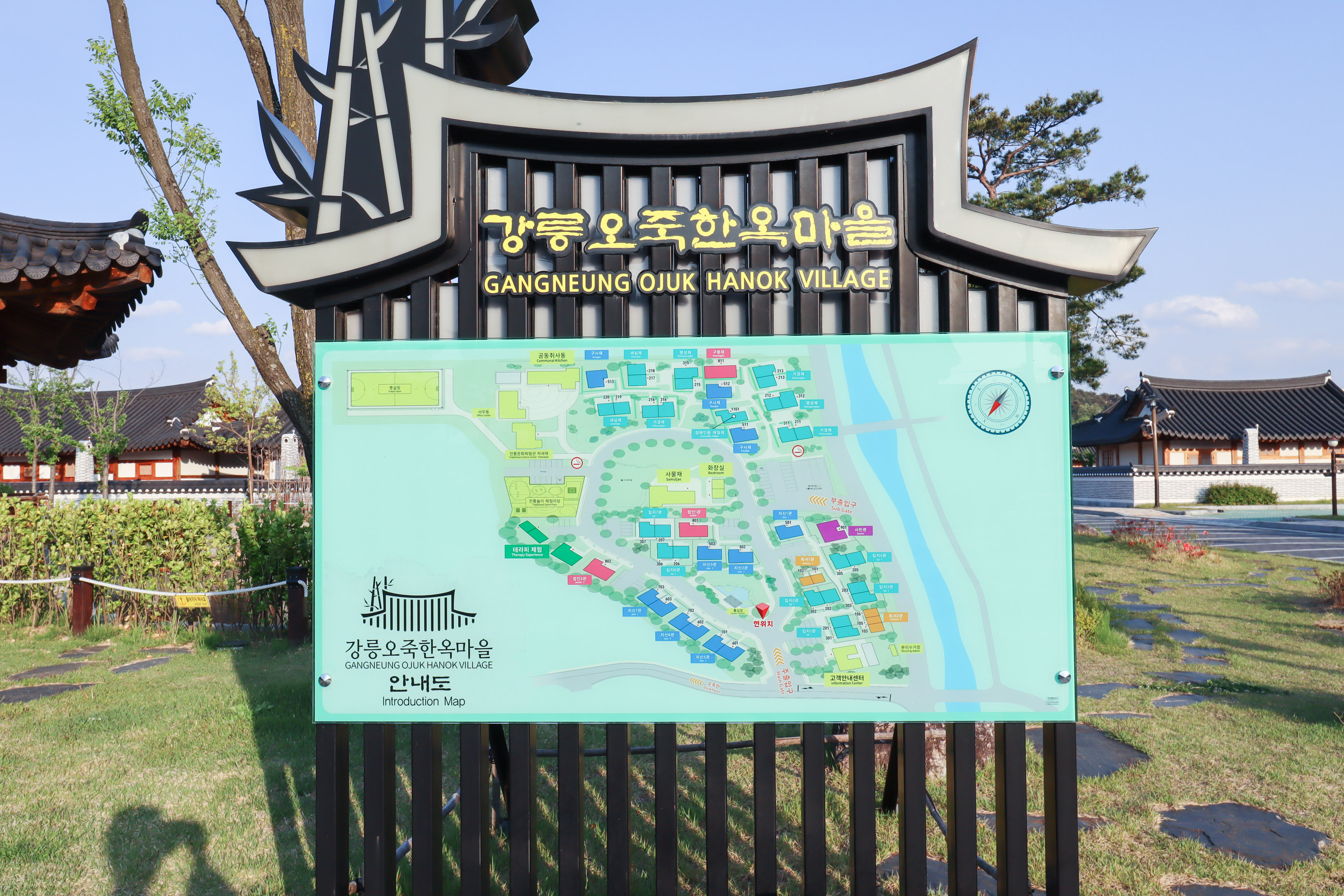
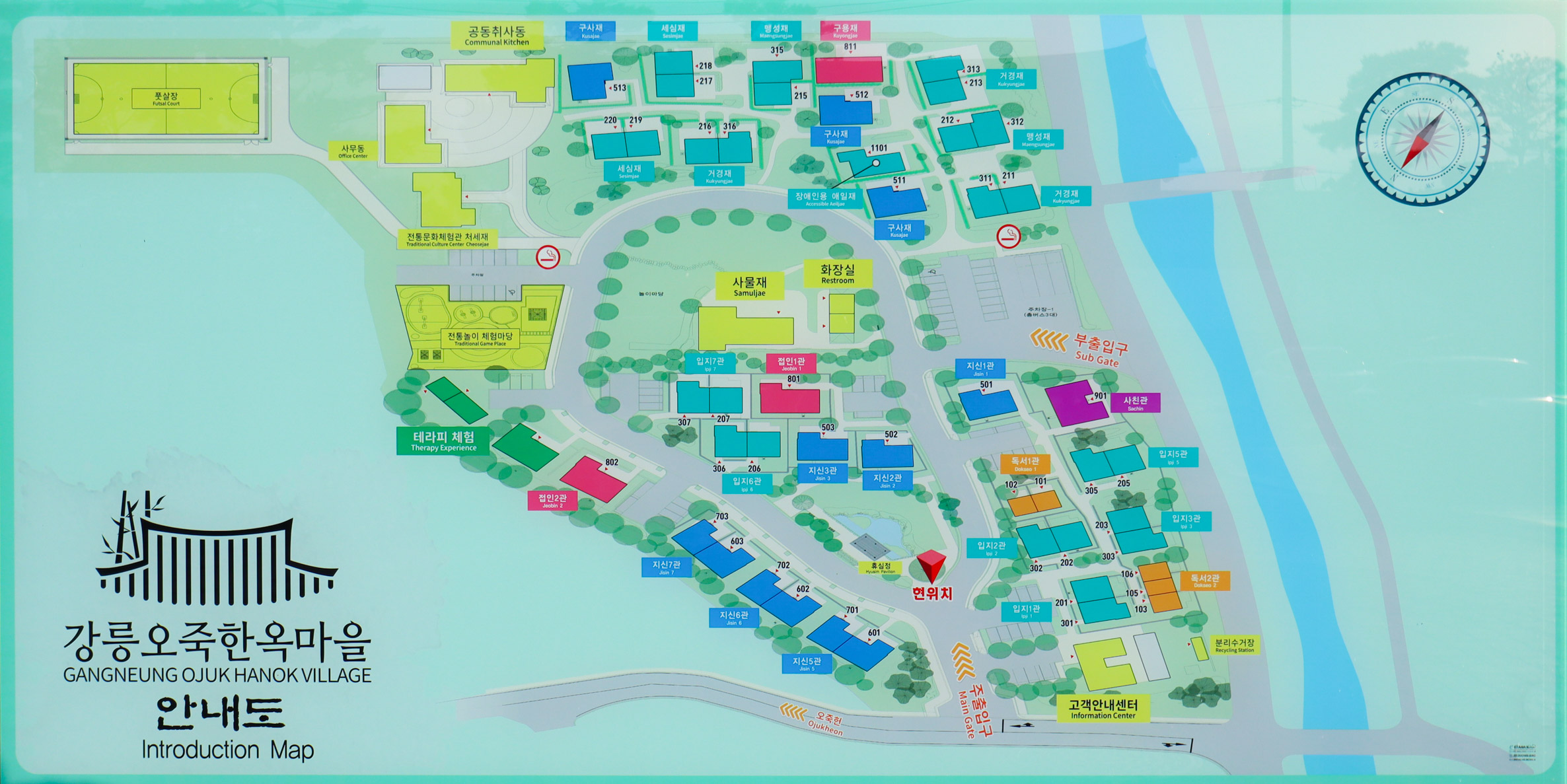
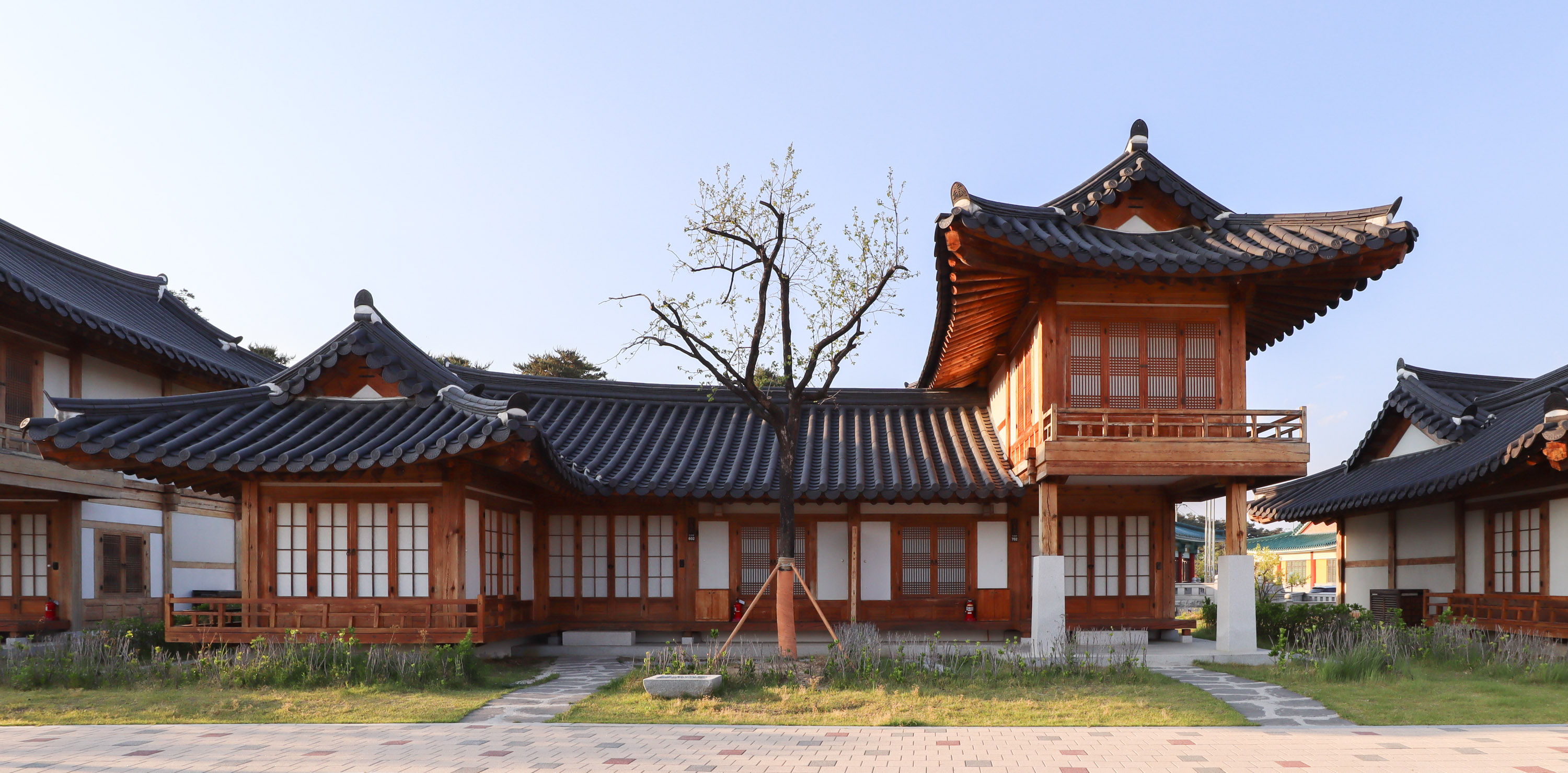
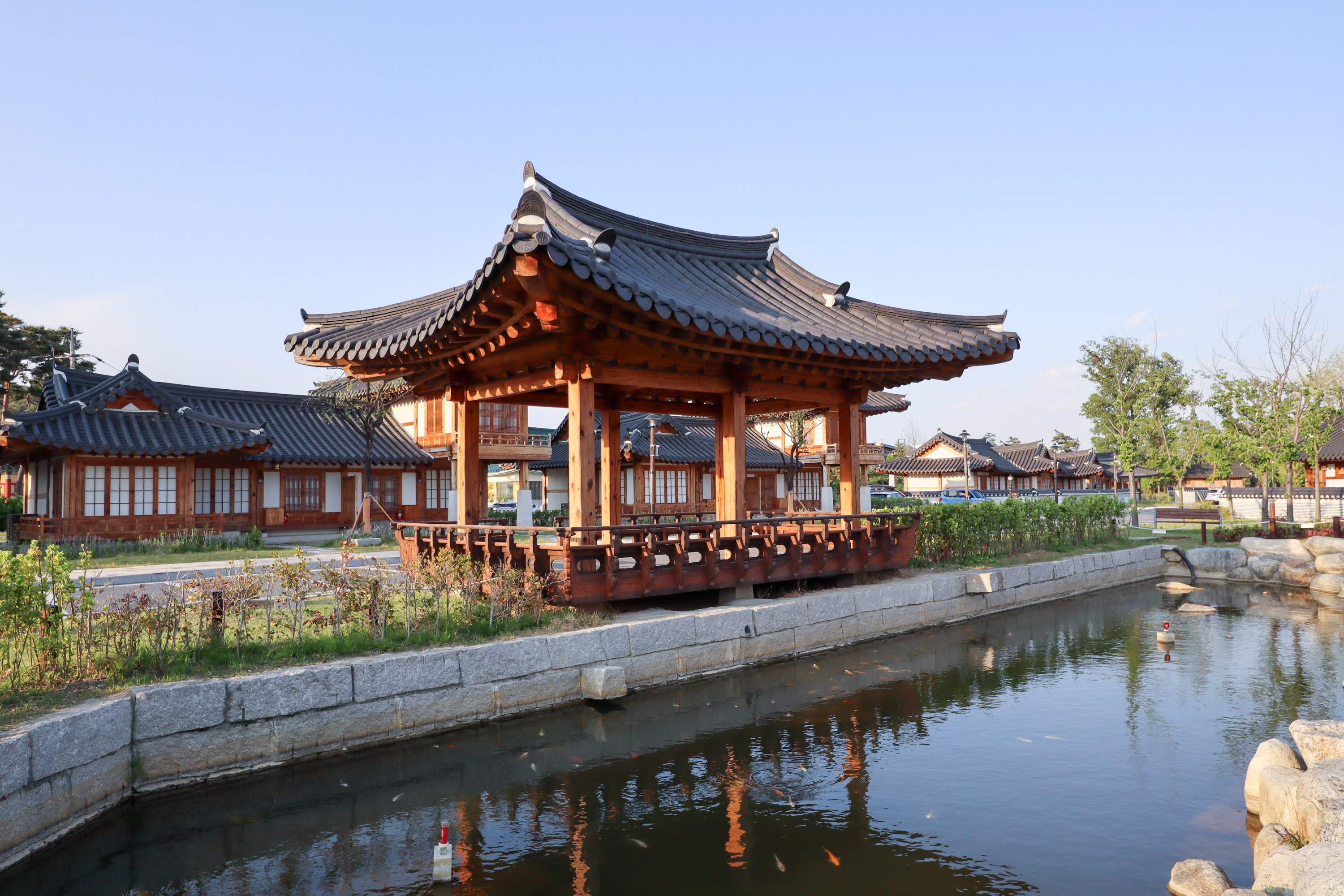
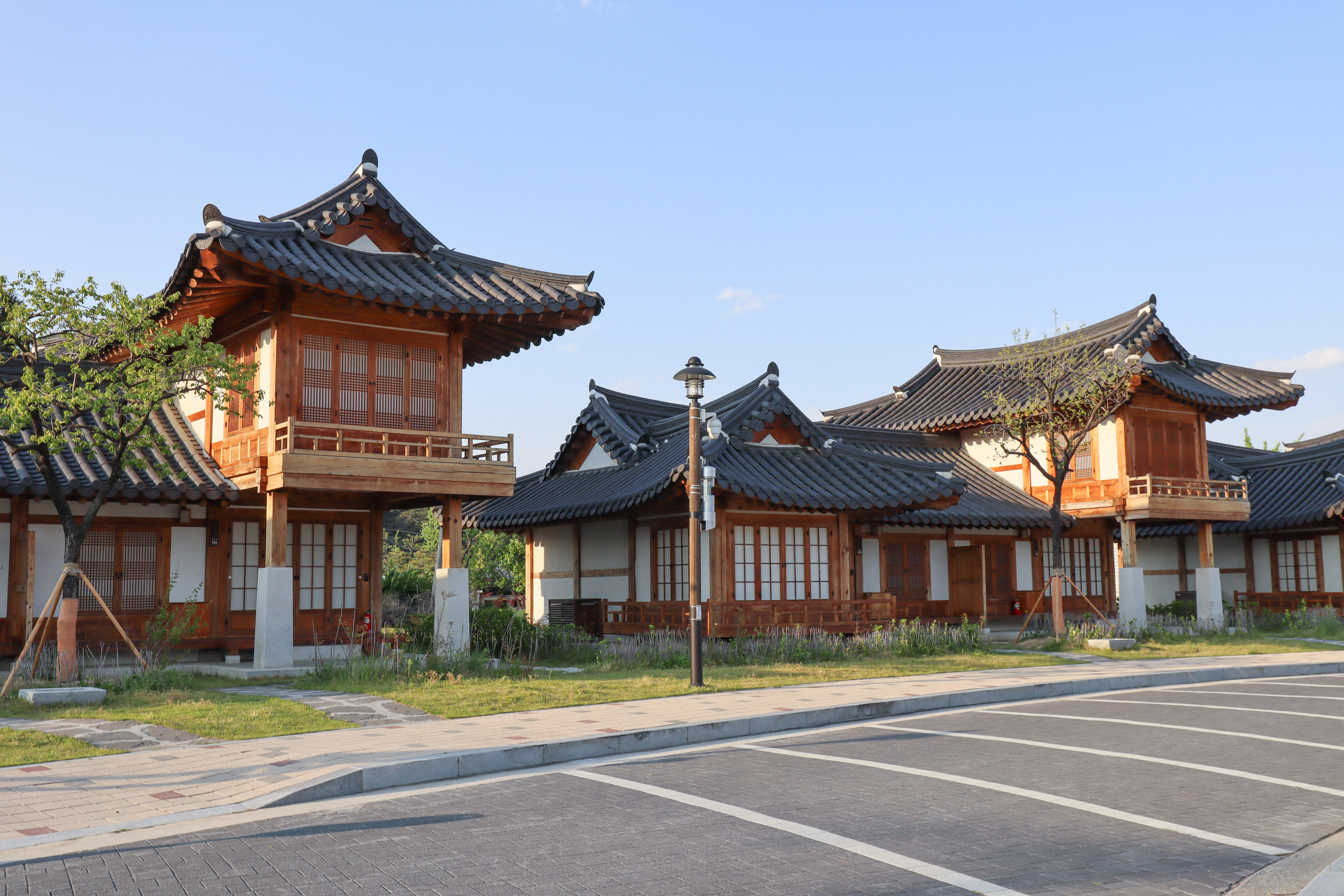
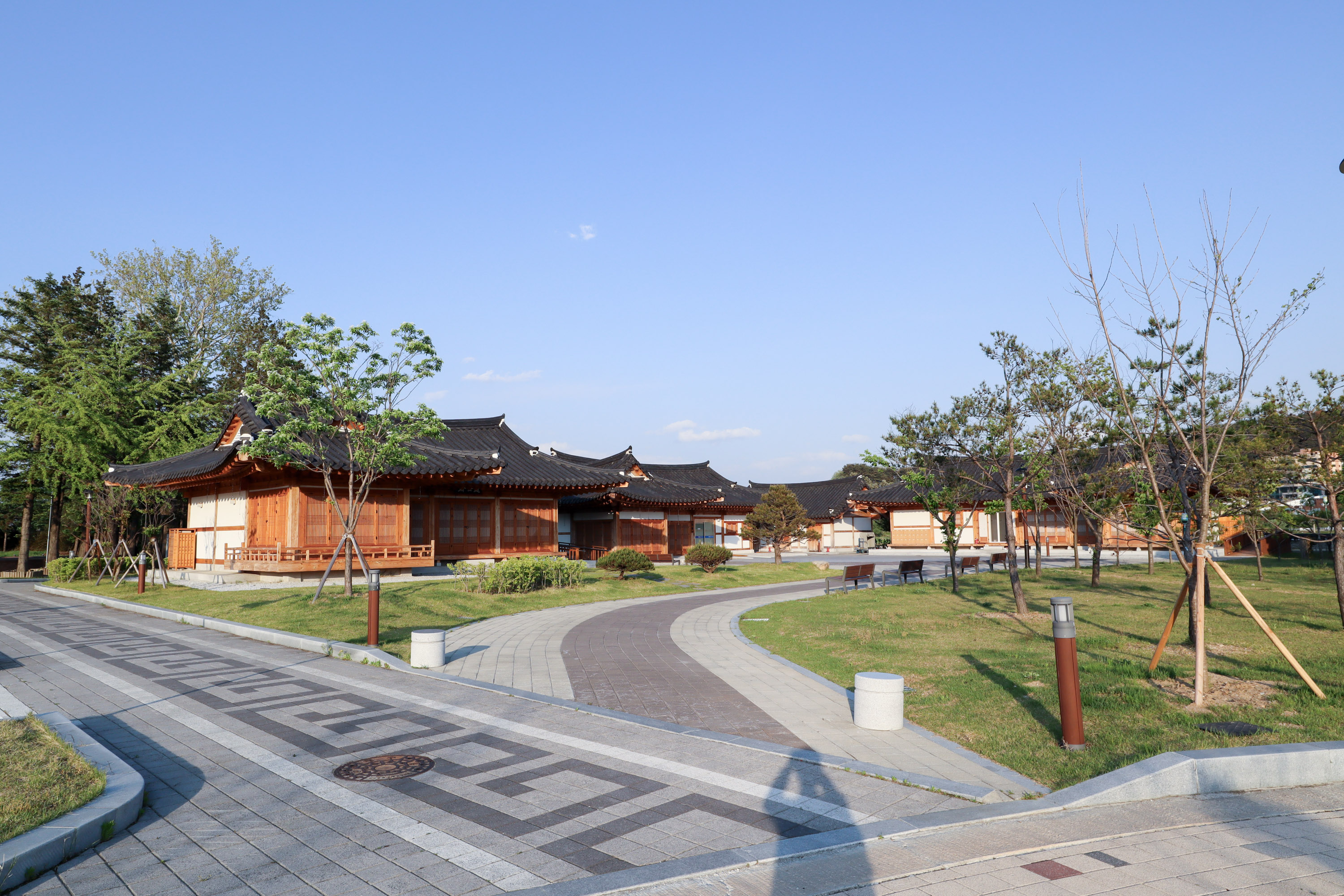
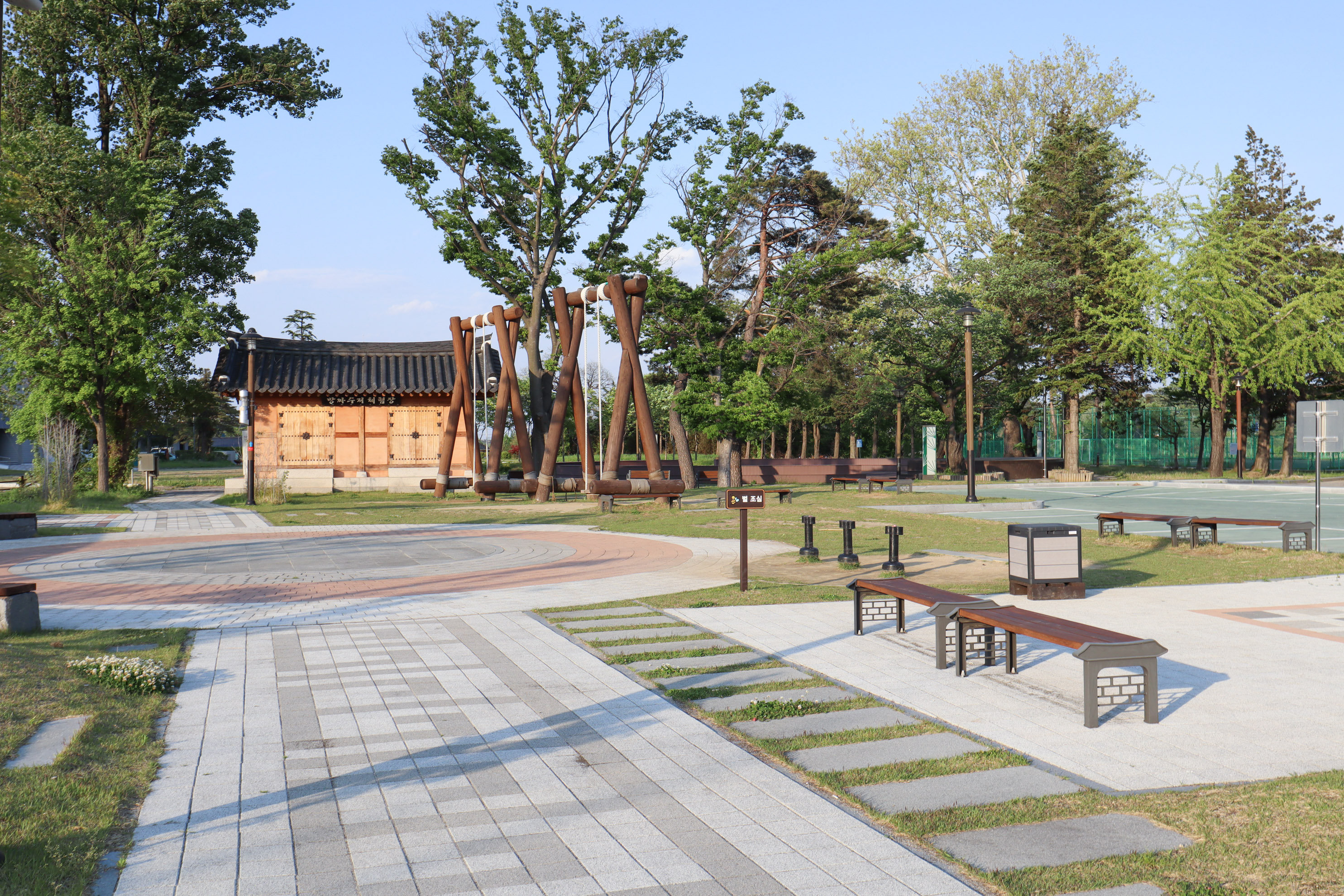
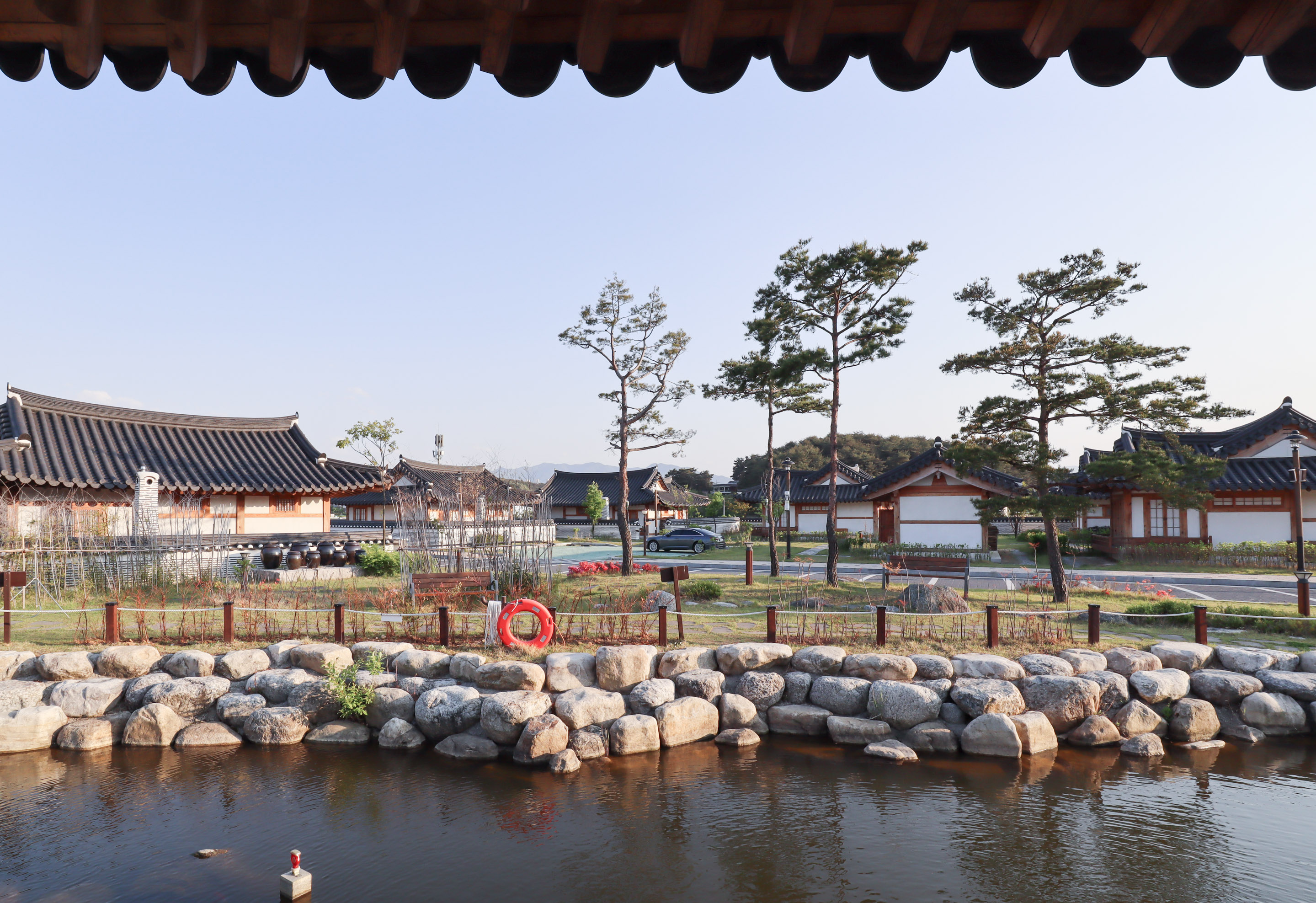

## 같이 보기
- 오죽헌
- 한옥마을